# Minuartia zarecznyi
Minuartia zarecznyi är en nejlikväxtart som först beskrevs av Zapal., och fick sitt nu gällande namn av Michail Klokov. Minuartia zarecznyi ingår i släktet nörlar, och familjen nejlikväxter. Utöver nominatformen finns också underarten M. z. divestita.